# 比哌立登
比哌立登（INN：biperiden），以百比停（Bipiden）、Akineton（安易能錠）等品牌於市面銷售，是種用於輔助治療帕金森氏症，以及治療某些藥物引起運動障礙的藥物。不建議用於治療遲發性運動障礙。此藥物經由口服、靜脈注射或是肌肉注射方式給藥。
用藥後常見的副作用有視力模糊、口乾、嗜睡、便秘和意識混亂。患有腸梗阻或青光眼的人不可使用。目前尚不清楚個體於懷孕時使用，是否會對胎兒不利，或是採母乳哺育時對於嬰兒是否安全。此藥物屬於抗膽鹼劑類藥物。
比哌立登於1959年在美國獲准作醫療用途。它已被列入世界衛生組織基本藥物標準清單之中。於全球各地有通用名藥物販售。

## 醫療用途
比哌立登用於輔助治療所有形式的帕金森氏症（腦炎後、特發性和動脈粥樣硬化性帕金森氏症），並用於減少美沙酮使用者的出汗問題。此藥物似乎對腦炎後和特發性患者的作用會比對比動脈粥樣硬化性帕金森氏症患者為佳。
比哌立登也常用於改善與抗精神病藥治療相關的急性錐體外症候群副作用（例如靜坐不能）。
此藥物可緩解肌肉張力亢進（肌肉僵硬），減少與使用氯氮平和美沙酮相關的多汗症和流涎，改善異常步態，並可在較小程度上改善震顫。
比哌立登是種合成乙醯膽鹼拮抗劑，已被用作替代性的抗癲癇藥，用於治療有機磷神經毒劑（如沙林）中毒。
也有透過靜脈注射以治療抗精神病藥物惡性症候群的提議。

### 個體於懷孕與哺乳期
- 懷孕 ：根據動物研究，比哌立登並無胚胎或胎兒毒性作用。但由於尚無足夠的孕婦臨床數據，建議個體於懷孕期間應謹慎使用。
- 哺乳期：比哌立登會進入哺乳婦女的乳汁中。目前尚無足夠的臨床數據以研究對新生兒的影響。此外，比哌立登可能會降低母乳產量，建議個體於母乳哺育期間不要使用。

### 兒童
1歲及以上的兒童和青少年可使用此藥物。臨床經驗主要在於急性藥物性肌張力亢進反應的短期治療，應根據患者體重而將劑量減少。

## 禁忌症
- 對此藥物過敏者。
- 患有窄角型青光眼者。
- 罹患腸蠕動停滯（英语：Ileus）者。
- 需要謹慎：患有泌尿生殖系統阻塞性疾病者、有已知癲癇病史者以及有潛在危險的心跳過速者。[11]

## 副作用
劑量依賴的副作用很常見（劑量越高，作用越大）。特別是老年患者可能會出現意識混亂，或是發展為譫妄。
- 對中樞神經系統：常出現昏睡、眩暈、頭痛和頭暈。高劑量時會出現緊張、激動、焦慮、譫妄和混亂。比哌立登因可產生短效的情緒提升和欣快作用而可能受到濫用。使用者的正常睡眠結構可能會受改變（快速動眼期受抑制）。此藥物可能會降低癲癇發作閾值。一些癡呆症病例被發現與長期服用抗膽鹼藥物（例如治療帕金森氏症的比哌立登）有關聯。[12]
- 對周圍神經系統：常見的有視力模糊、口乾、排汗功能障碍 、腹部不適和便秘。可能會有心跳過速，可能會發生皮膚過敏反應。腸胃外使用（即透過注射給藥）可能會導致姿位性低血壓。
- 對眼睛 ：比哌立登會引起瞳孔放大（伴隨或不伴隨畏光）。它可能會引發窄角型青光眼。[2]

## 與其他藥物交互作用
- 其他抗膽鹼藥物（如解痙藥、抗組織胺、三環類抗抑鬱藥（TCA））：可能會增加比哌立登的副作用。
- 奎尼丁：會增加抗膽鹼藥物作用（特別是對房室結傳導）。
- 抗精神病藥物：長期使用比哌立登可能會有掩蓋或增加遲發性運動障礙的風險。
- 哌替啶：可能會增加哌替啶的中樞神經系統作用和副作用。
- 甲氧氯普胺：會減弱甲氧氯普胺的作用。
- 酒精：發生嚴重酒精中毒的風險。[2]

## 過量
高劑量使用比哌立登時會產生類似阿托品中毒的症狀，出現瞳孔放大、黏膜乾燥、臉色發紅、腸道和膀胱失去張力及體溫過高。在中樞神經系統方面是展現焦躁、混亂和產生幻覺。過量服用而未經治療可能有致命的後果，特別是對於兒童。臨終跡像是呼吸抑制和心臟驟停。有種特定的拮抗劑是毒扁豆鹼，它可對周邊和中樞神經系統發揮作用。可用卡巴膽鹼治療腸道和膀胱失去張力。應監測並穩定生命功能。可能需用降溫毯來處理體溫過高的問題。

## 藥物動力學
由於此藥物有廣泛的首過效應，口服方式給藥的生物利用度僅為33 ± 5%。在年輕、健康的志願者中，單次口服4毫克速釋劑量1.5小時後會達到血漿濃度高峰。生物半衰期已確定為18.4小時，老年患者的生物半衰期可能會延長。靜脈注射4毫克劑量後，生物半衰期約需24小時。

## 藥理學
比哌立登對所有副交感神經支配的周邊結構（如心血管和內臟器官）具有類似阿托品的阻斷作用。它也對毒蕈鹼型乙醯膽鹼受體具有顯著的中樞神經系統阻斷作用。比哌立登也是種酸性鞘磷脂酶功能抑制劑。

## 歷史
比哌立登是由在德國藥廠Knoll Pharmaceuticals服務的化學家W. Klavehn所合成。於1953年3月在德國提出專利申請，隨後也在許多國家提出申請。一項專利申請於1954年3月在美國提交，並在1957年4月獲得核准。
比哌立登於1959年在美國獲准用於醫療用途，一直使用至今。